# Julius Deutschbauer
Julius Deutschbauer (* 1961 in Klagenfurt am Wörthersee) ist ein österreichischer Künstler, Performer und Autor. Er betreibt seit 1997 die Bibliothek ungelesener Bücher.

## Leben und Wirken
Seit 1997 führt Julius Deutschbauer die Bibliothek ungelesener Bücher, die seit ihrer Gründung immer wieder an neuen Orten zu finden ist. Von 2000 bis 2007 arbeitete er mit Gerhard Spring zusammen. Im Jahr 2008 gründete er die Performancegruppe „Theater des Verhinderns“. In Zusammenarbeit mit dem Stadtkino Wien gründete Julius Deutschbauer im Jahr 2011 die Videothek ungesehener Filme.
2008 gründete er die Performancegruppe Theater des Verhinderns. Seine regelmäßig erscheinenden Plakate, auf denen er meistens politische Themen parodiert, bilden das Zentrum seiner Arbeit.
Von 2011 bis 2020 veranstaltete Julius Deutschbauer gemeinsam mit dem Werk X eine Reihe von Preisverleihungen mit dem Titel „Suche die unpolitischste Theaterproduktion Wiens“. Bei diesen wurden in der Regel Theaterereignisse prämiert, 2020 jedoch wurde der Preis an die österreichische Regierung verliehen.
Im Zeitraum von Oktober 2022 bis Juni 2023 organisiert Julius Deutschbauer eine Veranstaltungsreihe von Lesedemonstrationen in verschiedenen Wiener Bezirksmuseen. Die Teilnehmer der Lesedemos marschieren in Formation durch verschiedene Orte wie Gassen, Parks, Supermärkte und Cafés und lesen dabei laut aus Büchern vor.
Deutschbauer ist mit der Kulturmanagerin Marlene Ropac verheiratet und ist der Bruder des Galeristen Thaddaeus Ropac.

## Auszeichnungen
- 2019 Großer Kulturpreis des Landes Kärnten[17][18] Bei der Verleihung tunkte er die Urkunde in Bier und aß Teile dieser auf.[19]

## Werke (Auswahl)
- Figur ohne Grund, Passagen Verlag, Wien, 2008, ISBN[20]
- Zwialoge, Czernin Verlag, Wien, 2006, ISBN 978-3-7076-0205-0[21]
- 6 Künstler-Künstler-Reden, edition selene, Wien 2003, ISBN 3-85266-228-1[22]
- Die Bibliothek ungelesener Bücher in fünfzehn Portraits, Salon Verlag & Edition, Köln, 2000, ISBN 978-3-89770-108-3[23]
- Haare lassen und Fremdtrinken Goldegg im Pongau (A) 2012)[24]
- Die Hofburg tanzt ... aber er kommt nicht voran (Hofburg, Wien)[25]

## Ausstellungen und Aufführungen (Auswahl)
- „Antifaschismus Vergnügungspark“, Berlin, 2005[26]
- „Nur 100 Plakate“, Museum für Angewandte Kunst Wien, 2008[8]
- „Der Bibliothekar“, Galerie Thaddaeus Ropac, Salzburg Villa Kast, 2008[8]
- „Julius Deutschbauer: The Library of Unread Books II“, Austrian Cultural Forum New York, 2010[27]
- „Sesselkrieg zwischen allen Stühlen“, WUK, 2014[28]
- „automatisch – idiotisch – als ob – genau“, Kavernen 1595, 2014[29]
- „ZUR FREIEN ENTNAHME“, Museum für Angewandte Kunst Wien, 2023[30][31]
- „(noch kleben die plakate...). Plakate 1993-2024“, FOTOHOF, 2024[32]

Von 2000 bis 2015 hatte Deutschbauer mehrere Ausstellungen in der Galerie Steinek.

## Lehrtätigkeit
- 2002/2003 – Politisch für Künstler, Lehrgang zum erfolgreichen politischen Künstler in 12 Lektionen, Kunsthalle Wien[34]
- 2007 – Gastsemester, HdK zürich[35]
- 2009 – Experimentelle Gestaltung, Gastsemester, Kunstuniversität Linz[35]

## Publikationen
- Julius Deutschbauer, „213 Plakate“, Salzburg: FOTOHOF, 2024. ISBN 978-3-903334-71-7